# Bubbi Morthens

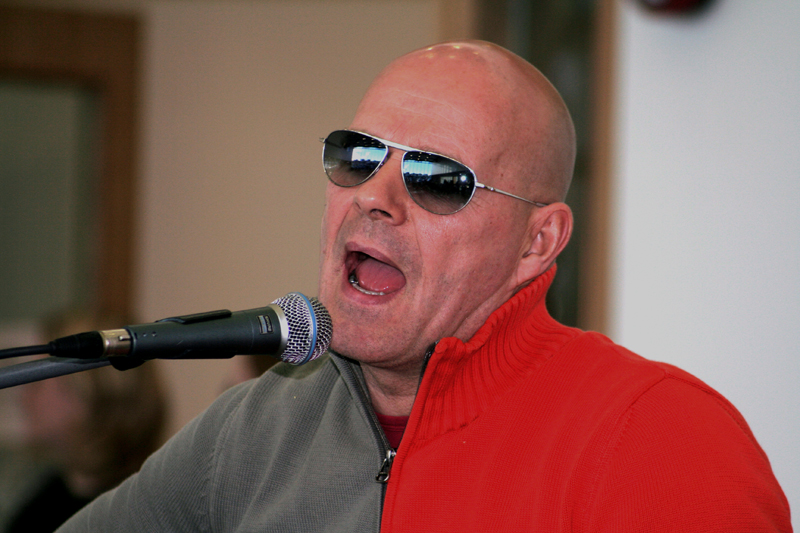
Bubbi Morthens

Bubbi Morthens egentligen Ásbjörn Kristinsson Morthens, isländsk rocksångare, född 6 juni 1956 i Reykjavik, Island. Har bland annat gett ut en cdskiva som heter "Bellman" år 2000 tillsammans med Guðmundur Pétursson, där han sjunger kända Bellmansånger på isländska. Morthens sjunger oftast på isländska och är ganska okänd utanför sitt hemland. Han har gjort sig känd genom att vara med i band som Utangarðsmenn och Egó. Morthens skivor tillhör de bäst säljande på Island.
På svenska finns sången "Jag kom aldrig till stan" (översättning John Swedenmark), i tidskriften Kritiker, nr 13 (2009), s. 121.
Hans farbror Haukur Morthens (1924-1992) var en känd isländsk musiker som spelade isländsk folkmusik. Tillsammans med sin farbror spelade Bubbi in nya versioner av farbroderns låtar samt en duett med denna. Skivan heter Í skugga Morthens.
I november 1988 släpptes den engelskspråkiga skivan Serbian Flower på Mistlur. Christian Falk producerade och spelade de flesta instrumenten på skivan. Även systrarna Irma Schultz och Idde Schultz medverkade på bakgrundssång. Morthens var förband åt Imperiet på deras sista turné 1988.